# ペイカーンFC
ペイカーンFC (英語: Paykan Football Club、ペルシア語: باشگاه فوتبال پيکان) はイランのテヘラン州ゴドゥスを本拠地とするサッカークラブである。2015-2016シーズンはアーザーデガーン・リーグに所属。クラブのメインスポンサーは自動車製造業のイラン・ホドロ社であり、ホドロ社が開発した自動車ペイカーンからクラブ名が採られている。ペイカーンはペルシア語で矢を意味する。ペイカーンFCは総合スポーツクラブ「ペイカーンスポーツクラブ」のサッカー部門であり、ほかにもバスケットボールやバレーボールのチームを保有している。「ペイカン」と表記されることもある。

## 歴史

### 設立
クラブは1967年にイラン・ホドロ社の財政的な支援によりマフムード・ハヤーミーによって設立された。当初目標としていたのは会社の製品のプロモーション活動であり、自社製の車の評判を上げることだった。彼らはアリー・パルヴィーン、マジード・ハルヴァーイー、アミール・アベディーニーといった名選手を獲得し、ペルセポリスからも選手を獲得していた。1969年、クラブはテヘラン市リーグで優勝し、クラブには明るい未来が待っているように思われた。しかし、クラブは選手と監督の内紛から1970年に解散してしまう。クラブでプレーしていた大部分の選手はペルセポリスへと移籍することになった。

### 再生
ペイカーンはサッカー部門は解散させたものの、1980年代にはバスケットボール、ハンドボール、バレーボールのチームを保有するようになった。ペイカーンは2000年までサッカークラブを保有することはなかったが、バフマンFCを買収して30年ぶりに国内1部サッカーリーグへと参戦することになった。クラブは2000–2001シーズンのアーザーデガーン・リーグをバフマンFCの選手で戦うことになったが、クラブ誕生に際して監督を交代してシーズンを戦った。
イランのサッカークラブの間では、ペイカーンは経営面で優れたクラブの一つとして知られている。クラブは成功を掴んだ機会は少なく、2004-05シーズンには1部リーグのイラン・プロリーグから2部リーグのアーザーデガーン・リーグへと降格した。ペイカーンは2006-07シーズンに再び1部へと戻ってきた。
2008年、ペイカーンは本拠地をガズヴィーンへと移した。首都テヘランには多くのサッカークラブが集中しており集客力が落ちることが理由だった。移転後は好成績をあげていたが、2008-09シーズン終盤には成績が落ち込み数節を残して監督を交代するなど不安定なクラブ状態が続き、リーグは中位で終えた。2009-10シーズンは上位の成績でシーズンを終えたものの、会長は監督をハミード・デラフシャーンからモハンマド・アフマドザーデへと交代することを決断した。ペイカーンは2010-11シーズンに再び2部リーグへと降格したが、翌シーズンには再度1部リーグへと復帰した。しかし、2012-2013シーズンでは17位に終わり、再び2部へ降格した。

## 公式スポンサー
2007-08シーズンに、ペイカーンはISACOとキット契約をかわした。

### キット契約
- 2008/09: メルージ
- 2009/10: ダエイスポーツ
- 2011/12: アンブロ[1]

## クラブ代表
- ナーデル・シャフサヴァーリー (1970–05)
- ホセイン・カーファミー (2005–06)
- イブラーヒーム・サナーイー (2006–07)
- モスタファ・カールファーネフ (2007–08)
- モハンマドレザー・ダヴァルザーニー (2008)
- カムラン・サヘブパーナーフ (2008–)

## 歴代監督
| - アラン・ロジャース (1969–70) - ハミード・アリードースティー (2000–02) - ビージャン・ゾルファガールナサブ (2002–03) - ホマーユーン・シャーフロヒー (2003–04) - モハンマド・マーイェリー・コハン(2004–05) - ファルハード・カーゼミー (2005–06) - サムヴェル・ダルビニャン (2006–08) | - アリー・アスガル・モディール・ロースター (2008–09) - ハミード・デラフシャーン (2009–10) - モハンマド・アフマドザーデ (2010) - ハミード・アリードースティー (2010–11) - モハンマド・ホセイン・ズィヤーイー (2011) - ファルハード・カーゼミー (2011年7月-2012年5月) - アブドッラー・ヴェイーシー (2012年5月–2013年) - フィールーズ・キャリーミー（2013年） - ファルハード・カーゼミー（2013年-） |

## 歴代所属選手
| 1960年代 - エブラーヒーム・アーシュティアーニー - ホマーユーン・ベフザーディー - ホセイン・カラーニー - アリー・パルヴィーン | 2000年代 - モフセン・バヤーティーニヤー - エスマーイール・ハラーリー - サイード・ロトフィー - アリー・アスガル・モディール・ロースター - アフシーン・ペイロヴァーニー - ナセル・シールデル - メフディー・ヴァーエズィー - ダールヴーシュ・ヤズダーニー - タリボ・ウェスト - イブラヒマ・トゥーレ |

## 獲得タイトル
- 1970 フレンドシップ・カップ 優勝